# Днепровски район
Днепровски район (на украински: Дніпровський район) е район на Днепропетровска област, югоизточна Украйна. Центърът на района е град Днипро. Населението на района е 1 145 065 души (1 януари 2022). 

## История
На 18 юли 2020 г., като част от административната реформа на Украйна, броят на районите на Днепропетровска област е намален на седем, а територията на Днепровски район е значително разширена. Три предишни района – Петриковски, Солонянски и Царичански, както и Днепровска община са обединени в Днепровски район.

## Подразделения
След реформата от 2020 г. районът се състои от 17 громади.